# Список аэропортов штата Род-Айленд
Список аэропортов штата Род-Айленд Соединённых Штатов Америки, сгруппированных по типу. Содержит все гражданские и военные аэропорты штата. Некоторые частные и ныне не используемые аэропорты могут находиться в списке (например, если ФАА зафиксированы коммерческие перевозки или если аэропорт имеет код ИАТА).

## Список
Описание каждого столбца в разделе «Пояснения к таблице».
Аэропорты, чьи названия выделены жирным, обеспечивают регулярные коммерческие перевозки.
| Город          | ФАА | ИАТА | ИКАО | Аэропорт                                           | Кат. | Пасс./год |
| -------------- | --- | ---- | ---- | -------------------------------------------------- | ---- | --------- |
|                |     |      |      | Важнейшие аэропорты (PR)                           |      |           |
| Провиденс      | PVD | PVD  | KPVD | Theodore Francis Green State Airport               | PR   | 2 588 992 |
|                |     |      |      | Прочие коммерческие аэропорты (CS)                 |      |           |
| Блок           | BID | BID  | KBID | Block Island State Airport                         | CS   | 7 595     |
| Уэстерли       | WST | WST  | KWST | Westerly State Airport                             | CS   | 8 177     |
|                |     |      |      | Вспомогательные аэропорты (RL)                     |      |           |
| Норт-Кингстаун | OQU |      | KOQU | Quonset State Airport                              | RL   | 78        |
| Потакет        | SFZ | SFZ  | KSFZ | North Central State Airport                        | RL   | 6         |
|                |     |      |      | Аэропорты авиации общего назначения (GA)           |      |           |
| Ньюпорт        | UUU | NPT  | KUUU | Newport State Airport                              | GA   | 62        |
|                |     |      |      | Прочие гражданские аэропорты (отсутствуют в NPIAS) |      |           |
| Уэст-Кингстаун | 08R |      |      | Richmond Airport                                   |      |           |

## Пояснения к таблице
- Город — город, который обслуживается аэропортом.
- Код ФАА — код аэропорта, назначенный Федеральной администрацией по авиации.
- Код ИАТА — код аэропорта ИАТА. Если код ИАТА не совпадает с кодом ФАА данного аэропорта, то он выделен жирным.
- Код ИКАО — код аэропорта ИКАО.
- Аэропорт — официальное название аэропорта.
- Кат. (категория) — одна из четырёх категорий аэропортов, определяемая ФАА на основе плана NPIAS (National Plan of Integrated Airport Systems) на 2007—2011 годы:
  - PR: (Commercial Service — Primary) — аэропорт, имеющий коммерческий пассажиропоток более 10000 человек в год.
  - CS: (Commercial Service — Non-Primary) — аэропорт, имеющий коммерческий пассажиропоток не менее 2500 человек в год.
  - RL: (Reliever) — аэропорты авиации общего назначения, находящиеся в крупных городах. Имеют сходство с аэропортами категории GA. Помимо базирования частной авиации, аэропорты используются для того, чтобы разгрузить крупные аэропорты от небольших самолётов, осуществляющих коммерческие пассажирские перевозки.
  - GA: (General Aviation) — аэропорты авиации общего назначения. В аэропорту должны базироваться не менее 10 воздушных судов, но обслуживаться не более 2500 пассажиров в год. Это означает, что большинство воздушных судов принадлежат и используются частными лицами, и коммерческие перевозки либо отсутствуют, либо незначительны.
- Пасс./год — коммерческий пассажиропоток за 2006 календарный год (согласно отчёту ФАА).